# Wiaczesław Bohdanowicz
Wiaczesław Bohdanowicz, biał. Wiaczasłau Bahdanowicz (ur. 26 września 1878 w Dziśnie, zm. 1939 lub 1940 w ZSRR) – teolog prawosławny i białoruski działacz społeczny, senator I i II kadencji w II RP (1922–1930). 

## Życiorys
Urodził się w rodzinie księdza prawosławnego na Wileńszczyźnie. Ukończył seminarium duchowne w Witebsku i Wydział Filologiczny Akademii Duchownej w Kijowie. Od 1903 wykładał historię Cerkwi prawosławnej w Witebsku. Udzielał się w kampaniach wyborczych do I i II dumy. Od 1904 był związany z prawosławnym seminarium duchownym w Wilnie, od 1919 do 1922 był jego rektorem. W latach 1915–1918 przebywał w Riazaniu, po powrocie na Litwę zakładał Gimnazjum Białoruskie w Wilnie, stanął na czele Białoruskiego Komitetu Narodowego, został członkiem Białoruskiego Instytutu Gospodarki i Kultury oraz Komitetu Prawosławnego w Wilnie (zastępca przewodniczącego). Sprawował mandat radnego Wilna. W 1922 i 1928 wybierany senatorem (odpowiednio I i II kadencji) z okręgu Wilno z listy Bloku Mniejszości Narodowych. Od 1927 do 1930 stał na czele Prawosławnego Białoruskiego Zjednoczenia Demokratycznego. Redagował liczne broszury o tematyce religijnej (m.in. „Epokę 60 lat w kazaniach cerkiewnych rosyjskich”), pisywał do czasopism rosyjskich, polskich i białoruskich.
W 1934 roku Bohdanowicz został zastępcą prezesa Białoruskiego Komitetu Narodowego w Wilnie, który w latach trzydziestych XX wieku dzięki reorganizacji struktur przybrał charakter ugrupowania narodowo-demokratycznego. Jako przeciwnik autokefalii przebywał w obozie w Berezie Kartuskiej do 17 września 1939. 17 października 1939 aresztowany przez NKWD i wywieziony w głąb ZSRR, możliwe, że zmarł podczas transportu z Mołodeczna do Mińska lub został rozstrzelany zaraz po aresztowaniu w więzieniu wilejskim.
Pochowany w nieznanym miejscu, jego symboliczny nagrobek znajduje się na prawosławnym cmentarzu Wszystkich Świętych w Białymstoku.